# ثيودور دوغلاس روبنسون
ثيودور دوغلاس روبنسون (بالإنجليزية: Theodore Douglas Robinson)‏ هو سياسي أمريكي، ولد في 28 أبريل 1883 في مانهاتن في الولايات المتحدة، وتوفي في 10 أبريل 1934 في الولايات المتحدة. حزبياً، نشط في الحزب الجمهوري. وقد انتخب عضو مجلس ولاية نيويورك.